# Kirche Hl. Prophet Elias (Teslić)

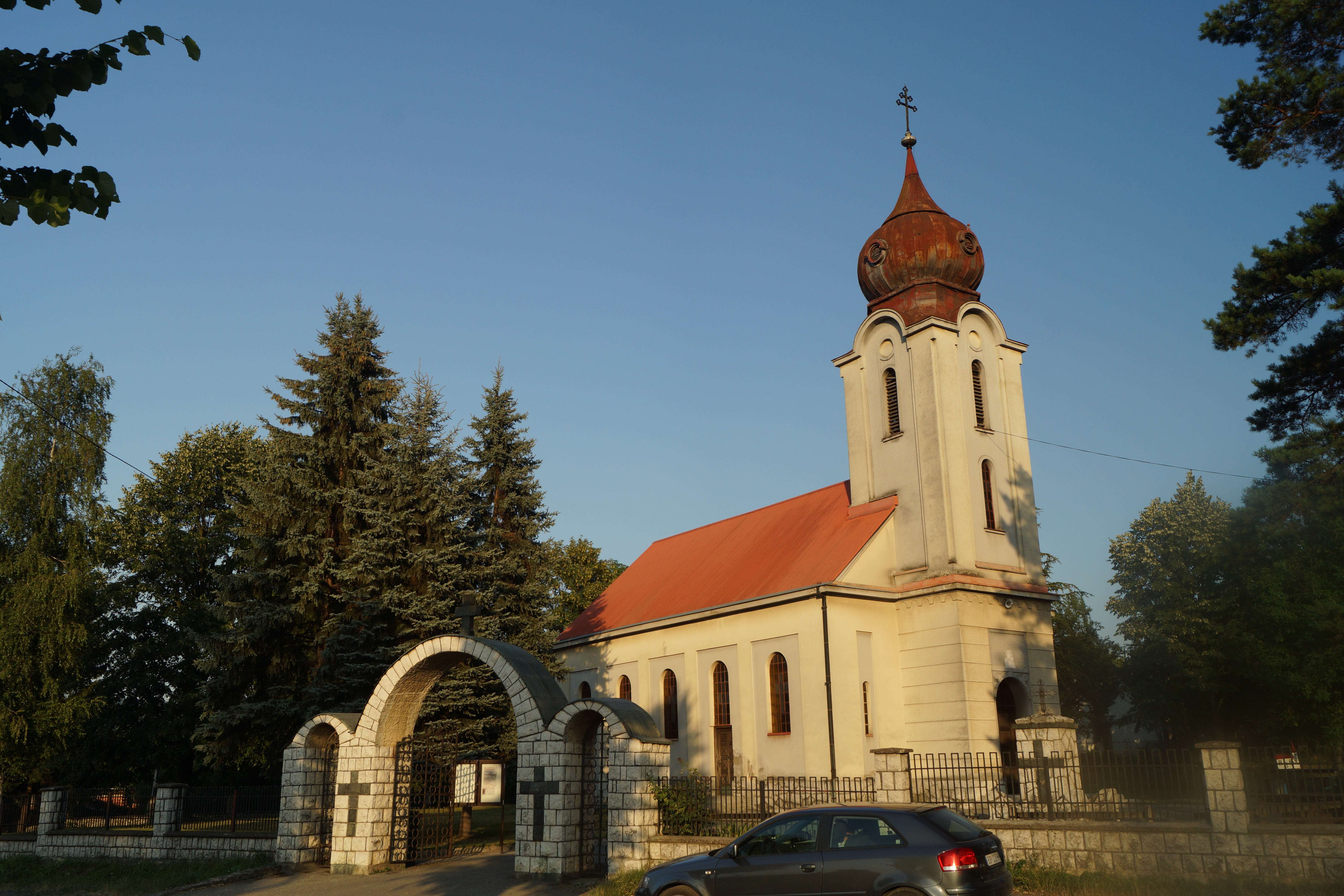
Die Kirche Hl. Elias in Teslić (2012)

Die Kirche Hl. Prophet Elias (serbisch: Црква Светог пророка Илије, Crkva Svetog proroka Ilije) in der Stadt Teslić, ist eine serbisch-orthodoxe Kirche in Bosnien und Herzegowina.
Die von 1921 bis 1925 erbaute Kirche ist dem Hl. Propheten Elija geweiht und ist die Pfarrkirche der Pfarreien I und II die zu dieser Kirche gehören, im Dekanat Teslić der Eparchie Zvornik-Tuzla der serbisch-orthodoxen Kirche.

## Lage
Die Kirche steht im westlichen Stadtgebiet an einer der Hauptstraßen der Stadt, der Ulica Svetog Save. Nahe der Kirche mündet die Straße Ulica Vladike Nikolaja in diese. Benannt ist die Straße nach dem serbischen Nationalheiligen Hl. Sava von Serbien.
Im Stadtzentrum steht die monumentalere Serbisch-orthodoxe Dreifaltigkeitskirche.

## Geschichte

### 20. Jahrhundert
Der Bau der Kirche mit den Dimensionen 22 х 10 m, begann im damaligen Königreich Jugoslawien, kurz nach dem Ende des Ersten Weltkriegs im Jahre 1921, als die Kirchenfundamente vom  Metropoliten der damaligen Metropolie Banja Luka-Bihać, Vasilije (Popović) geweiht wurden. Der Kirchenbau dauerte vier Jahre und war 1925 beendet. Im gleichen Jahr wurde die Kirche vom Metropoliten Vasilije (Popović) eingeweiht.
Die ursprüngliche Ikonostase und Ikonen waren im Barockstil gehalten, allerdings ist deren Autor unbekannt. Zu den Kirchenschätzen der Kirche gehören ein alter Liturgiekelch, der sich jetzt zur sicheren Aufbewahrung in der Schatzkammer der Eparchie Zvornik-Tuzla befindet. Auch ein aus österreichisch-ungarischer Zeit stammendes Epitaphios, ein Geschenk der Serbisch-orthodoxen Kirchengemeinde aus der kroatischen Hauptstadt Zagreb, wird in der Kirche aufbewahrt.
Im Zweiten Weltkrieg erlitt die Kirche große Schäden. Von 1975 bis 1978 wurde die Kirche erstmals renoviert. Kurz vor Abschluss der Renovierungsarbeiten wurde die Kirche im Jahre 1977 vom, Gesandten des damaligen Bischofs der Eparchie Zvornik-Tuzla Longin (Tomić), dem damaligen Protosingel und späteren Bischof Vasilije (Kačavenda) neu eingeweiht.
Auch im Bosnienkrieg erlitt die Kirche Schäden.

### 21. Jahrhundert
2013 wurde der Kirchturm um vier Meter erhöht und die Zwiebelkuppel neu mit Blech verkleidet. Ab 2016 wurde mit einer Komplettrestaurierung der Kirche begonnen. Die Renovierung erfolgte in drei Phasen, und zunächst wurden die Wände, das Dach und der Boden renoviert, wobei am Haupteingang im Westen unterhalb des Kirchturms ein Narthex und am Nordeingang eine Veranda errichtet wurden.
2018 bekam die Kirche eine neue prächtige Ikonostase mitsamt Ikonen und einen Gottesmutter- sowie Bischofsthron. Die zwei Throne sind Werke von Dragan Marunić aus der serbischen Hauptstadt Belgrad.
Während der Restaurierungsarbeiten fanden die Gottesdienste außerhalb der Kirche in einem Zelt statt.
Derzeit (2021) ist Vorsteher der Kirche und Pfarrpriester der Pfarrei I, Erzpriester Čedo Gotovac. Priester der Zweiten Pfarre ist Erzpriester Marinko Jokić und der Kirchendiakon ist Stefan Klisarić.

## Belege
- Artikel über die Kirche auf der Seite des Dekanats Teslić, (serbisch)
- Artikel über die Kirchrenovierung, (serbisch)
- Artikel über die Renovierung 2016-18, (serbisch)

Koordinaten: 44° 36′ 23,4″ N, 17° 50′ 41,5″ O